# ییپسینگ‌بورتانگه
ییپسینگ‌بورتانگه (به هلندی: Jipsingboertange) یک آبادی در هلند است که در فلاخت‌وده واقع شده‌است.